# 3810-es busz
A 3810-es jelzésű autóbuszvonal egy Encs és Boldogkőváralja között közlekedő helyközi járat, amelyet a Volánbusz Zrt. üzemeltet Abaújszántó érintésével.

## Útvonala
Encs autóbusz állomásáról indul. Gibárt felé hagyja el a várost a 39-es főúton, majd Abaújkéren jobbra kanyarodik Abaújszántó irányába. Miközben mellette fut a 98-as vasútvonal Abaújszántó–Hidasnémeti része (mára megszűnt), addigra el is éri a járat a mezőgazdasági várost. Délkeleti irányban hagyja el a piactér érintése után, majd Aranyospuszta határában elhaladva Abaújalpár és Boldogkőújfalu következik, aztán a váráról híres Boldogkőváralja. Járattól függ, hogy melyik érinti Arka zsáktelepülést, illetve a falu autóbusz fordulóját, de a vonal végállomása az arkai elágazásnál található megálló.
Ellentétes irányban útvonala változatlan, hajnalban induló érinti Encsen a kenyérgyárat is.

## Közlekedése
Reggelente nagyrészt tanítási napokon indulók robognak, míg napközben munkanapokon néhány, hétvégén annál kevesebb járat. Sok más környékbeli vonal szolgálja ki a településeket, Encsen vasúti kapcsolatot kínál a legtöbb esetben Miskolc és Hidasnémeti felé a Forró-Encs vasútállomáson.
| Útvonala                                       | Indításszáma | Közlekedése                       |
| ---------------------------------------------- | ------------ | --------------------------------- |
| Encs, aut. áll. – Abaújszántó, piactér         | 1 pár        | tanítási napokon                  |
| Encs, aut. áll. – Abaújszántó, piactér         | 1 oda        | hétfőn, szerdán, pénteken         |
| Encs, aut. áll. – Boldogkőváralja, arkai elág. | 2 pár        | munkanapokon                      |
| Encs, aut. áll. – Boldogkőváralja, arkai elág. | 1 oda        | szombatokon                       |
| Encs, aut. áll. – Arka, kh.                    | 1 pár        | tanítási napokon                  |
| Encs, aut. áll. – Arka, kh.                    | 1 pár        | vasárnap (ha tanítási nap követi) |
| Arka, kh. ➝ Encs, aut. áll.                    | 1 oda        | szombatokon                       |

## Megállóhelyei
| 0 | Encs, autóbusz-állomás végállomás          | 0.0 km          | 3720, 3722, 3723, 3728, 3801, 3802, 3803, 3804, 3806, 3808, 3809, 3811, 3812, 3815, 3816, 3819, 3821, 3824 Forró-Encs [90.] |
| Munkanapokon 1 indítás érinti.                                                                                       |                                            |                 | |
| ∫ | Encs, kenyérgyár                           | ∫               | 3801, 3812 |
| 0 | Encs, autóbusz-állomás végállomás          | 0.0 km          | 3720, 3722, 3723, 3728, 3801, 3802, 3803, 3804, 3806, 3808, 3809, 3811, 3812, 3815, 3816, 3819, 3821, 3824 Forró-Encs [90.] |
| Csak az ellentétes irányból érkezők érintik.                                                                         |                                            |                 | |
| ∫ | Encs, iskola                               | ∫               | 3720, 3722, 3723, 3728, 3802, 3803, 3804, 3806, 3808, 3809, 3811, 3812, 3815, 3816, 3819, 3821, 3824, 3868                  |
| 1 | Encs, Rákóczi utca                         | 1.0 km          | 3723, 3804, 3806, 3808, 3809, 3824, 3868                                                                                    |
| 2 | Gibárt, Kossuth utca 17.                   | 3.8 km          | 3723, 3804, 3806, 3808, 3809, 3824, 3868                                                                                    |
| 3 | Gibárt, Dózsa György utca 10.              | 4.5 km          | 3723, 3804, 3806, 3808, 3809, 3824, 3868                                                                                    |
| 4 | Abaújkér, vasúti megállóhely               | 7.7 km          | 3723, 3804, 3806, 3808, 3809, 3824, 3868 Abaújkér [98.]                                                                     |
| 5 | Abaújkér, Kassai utca 18.                  | 8.7 km          | 3723, 3806, 3808, 3809, 3824, 3868                                                                                          |
| 6 | Abaújszántó, mezőgazdasági szakközépiskola | 10.5 km         | 3723, 3806, 3808, 3809, 3824, 3868 Abaújszántó [98.]                                                                        |
| 7 | Abaújszántó, piactér vonalközi végállomás  | 11.9 km         | 3723, 3729, 3806, 3808, 3809, 3824, 3851, 3868                                                                              |
| 8 9 | Abaújszántó, művelődési ház                | 12.5 km 13.9 km | 3723, 3729, 3806, 3808, 3851, 3868                                                                                          |
| 10 | Abaújszántó, piactér vonalközi végállomás  | 14.5 km         | 3723, 3729, 3806, 3808, 3809, 3824, 3851, 3868                                                                              |
| 11 | Abaújszántó, állami gazdaság üzemegység    | 15.7 km         | 3723, 3729, 3806, 3809, 3824, 3868                                                                                          |
| 12 | Aranyosi elágazás                          | 17.7 km         | 3723, 3729, 3806, 3809, 3824, 3868                                                                                          |
| 13 | Abaújalpár, bejárati út                    | 19.3 km         | 3723, 3806, 3809, 3824 |
| 14 | Boldogkőújfalu, községháza                 | 21.1 km         | 3723, 3806, 3809, 3824 |
| 15 | Boldogkőújfalu, Szabadság utca 85.         | 21.8 km         | 3723, 3806, 3809, 3824 |
| 16 | Boldogkőváralja, iskola                    | 23.1 km         | 3723, 3806, 3809, 3824 |
| 17 | Boldogkőváralja, arkai elágazás végállomás | 23.5 km         | 3723, 3804, 3806, 3809, 3824                                                                                                |
| Munkanapokon 2; szombatokon 1 indítás érinti.                                                                        |                                            |                 | |
| ∫ | Boldogkőváralja, Kossuth utca              | ∫               | 3723, 3804, 3824 |
| ∫ | Boldogkőváralja, autóbusz-forduló          | ∫               | – |
| ∫ | Boldogkőváralja, Kossuth utca              | ∫               | 3723, 3804, 3824 |
| 17 | Boldogkőváralja, arkai elágazás végállomás | 23.5 km         | 3723, 3804, 3806, 3809, 3824                                                                                                |
| Tanítási napokon 1; tanszünetben munkanapokon 2; szombatokon 1; vasárnapon, ha tanítási nap követi 2 indítás érinti. |                                            |                 | |
| ∫ | Arka, községháza vonalközi végállomás      | ∫               | 3723, 3809, 3824 |
| 17 | Boldogkőváralja, arkai elágazás végállomás | 23.5 km         | 3723, 3804, 3806, 3809, 3824                                                                                                |